# Claude Rabant
 (novembre 2019).
Si vous disposez d'ouvrages ou d'articles de référence ou si vous connaissez des sites web de qualité traitant du thème abordé ici, merci de compléter l'article en donnant les références utiles à sa vérifiabilité et en les liant à la section « Notes et références ».
Claude Rabant, né en 1940 et disparu en 2024, était un psychanalyste et philosophe français.Il est décédé le 31 janvier 2024 et repose au Columbarium du Père Lachaise case 7401

## Biographie
Ancien élève de l'École normale supérieure, agrégé de philosophie, membre de l'École freudienne de Paris jusqu'à sa dissolution par Lacan en 1980, Claude Rabant a cofondé le Cercle freudien en 1982 et a dirigé, de 1983 à 1989, la revue Patio (éditions de l'Éclat) puis, de 1992 à 1997, la revue internationale de psychanalyse Io.[réf. nécessaire]
Professeur à la faculté des Lettres de Clermont-Ferrand, puis à l'université de Paris-VIII (département de psychanalyse).[réf. nécessaire]
Son essai intitulé Jalousie, paru en 2015, est considéré comme magistral par Alain Deniau.

## Publications
- Délire et théorie, Aubier-Montaigne, 1978
- Clins, Aubier-Montaigne, 1984
- Inventer le réel, Denoël, 1992
- Métamorphoses de la mélancolie, Éditions Hermann, coll. « Psychanalyse », 2010), préface de Jean Oury.
- La Frénésie des Pères, Hermann, 2012, Prix Œdipe 2013.[réf. nécessaire]
- Jalousie, Gallimard, coll. « Connaissance de l'Inconscient », 2015